# Kanton Irigny
Kanton Irigny (francouzsky Canton d'Irigny) je francouzský kanton v departementu Rhône v regionu Rhône-Alpes. Tvoří ho čtyři obce.

## Obce kantonu
- Charly
- Irigny
- Pierre-Bénite
- Vernaison